# Evangelní rady

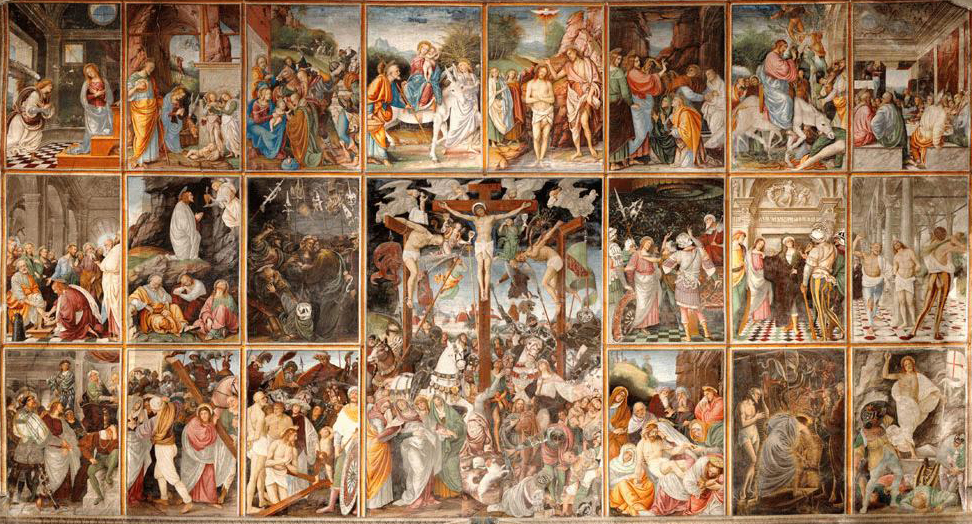
Příběhy života a umučení Krista (freska Gaudenzio Ferrari, 1513), kostel Santa Maria delle Grazie, Varallo Sesia, Itálie.
Horní řada: Zvěstování, Narození Páně, Návštěva tří mudrců, Útěk do Egypta, Křest Krista, Vzkříšení Lazara, Vjezd do Jeruzaléma, Poslední večeře. Prostřední řada: Mytí nohou, Agónie v zahradě, Zatčení Krista, Soud před Sanhedrinem, Soud před Pilátem, Bičování. Spodní řada: „Vítězství nad Ježíšem Kristem“: Ecce homo, Nesení kříže, Kristus padá, Ukřižování, Snímání z kříže, Kristus sestoupil do pekel, Vzkříšení.

V křesťanství jsou třemi evangelními radami (řidčeji psáno evangelijními radami) neboli radami dokonalosti: čistota (lat. castitas); chudoba, neboli dokonalá láska (lat. paupertas) a poslušnost (lat. oboedientia). Jak uvádí Ježíš v kanonických evangeliích, jsou to rady pro ty, kdo se chtějí stát „dokonalými“ (τελειος, teleios). Katolická církev to vykládá tak, že nejsou závazné pro všechny, a tudíž nejsou nutnou podmínkou k dosažení věčného života (nebe), ale že jsou „skutky nadpřirozenosti“, které přesahují minimum stanovené biblickými přikázáními. Katolíci, kteří se veřejně přihlásili k uspořádání svého života podle evangelních rad a potvrdili to veřejným řeholním slibem před příslušnou církevní autoritou (úkon řeholního závazku známý jako profese), jsou uznáváni jako členové zasvěceného života. 

## Zasvěcený život
Hlavní článek: Zasvěcený život
V křesťanských mnišských tradicích existují rané formy řeholních slibů. Řehole svatého Benedikta stanoví pro své stoupence to, co se stalo známým jako „benediktinský slib“, který dodnes skládají kandidáti vstupující do benediktinských komunit a slibují „stabilitu, konverze mravů a poslušnost“. Řeholní sliby v podobě tří evangelních rad – čistoty, chudoby a poslušnosti – poprvé složil ve 12. století sv. František z Assisi a jeho následovníci, první z žebravých řádů. Tyto sliby nyní skládají členové všech později založených římskokatolických řeholních institutů a tvoří základ jejich dalších předpisů týkajících se života a chování.
Členové řeholních institutů potvrzují svůj úmysl zachovávat evangelní rady složením „veřejného“ slibu, tj. slibu, který jménem církve přijímá představený řeholního institutu. Mimo zasvěcený život mohou křesťané svobodně složit soukromý slib zachovávat jednu nebo více evangelních rad. „Soukromý“ slib však nemá v církevním právu stejnou závaznost a další účinky jako „veřejný“ slib a neposkytuje duchovní výhody, které řeholní „profesi (slavným slibům)“ připisují duchovní učitelé, jako je Dom Columba Marmion.

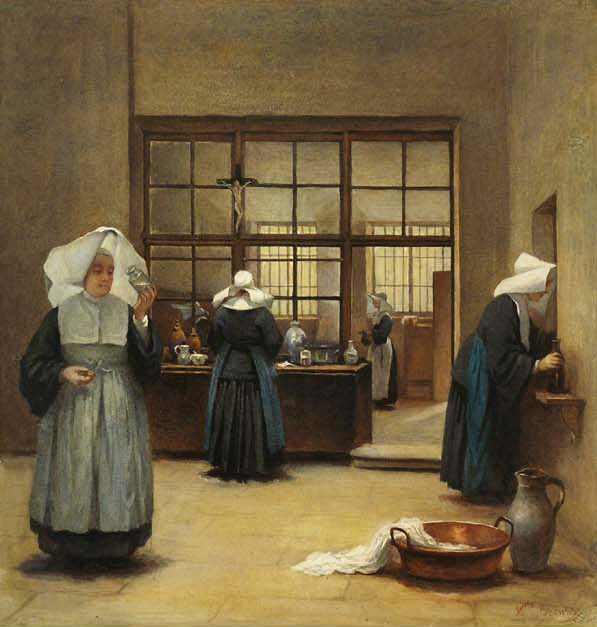
Henriette Browne, „Jeptišky v klauzuře“

Když se jeden mladík v evangeliu zeptal, co má dělat, aby získal věčný život, Ježíš mu řekl, aby „zachovával přikázání“, ale když mladík naléhal dál, Kristus mu řekl: „Chceš-li být dokonalý, jdi, prodej, co máš, a rozdej chudým“. Právě z této pasáže pochází termín „rada dokonalosti“. V evangeliích Ježíš opět hovoří o těch „kteří nežijí v manželství, kteří se ho zřekli pro nebeské království“, a dodává: „Kdo může pochopit, ať pochopí“. Svatý Pavel zdůrazňuje povinnost, která přísluší všem křesťanům, aby se drželi stranou všech tělesných hříchů a plnili závazky manželského stavu, pokud tyto závazky na sebe vzali, ale také dává svou „radu“ ve prospěch stavu nesezdaného a dokonalé čistoty (celibátu) s odůvodněním, že tak je možné lépe sloužit Bohu s nerozděleným srdcem.
V rané církvi, dokonce i v apoštolské době, totiž nehrozilo nebezpečí, že by „rady“ byly zanedbávány nebo popírány, ale že by byly povýšeny na všeobecně závazné příkazy, které „zakazují uzavírat manželství“ a ukládají všem povinnost chudoby.

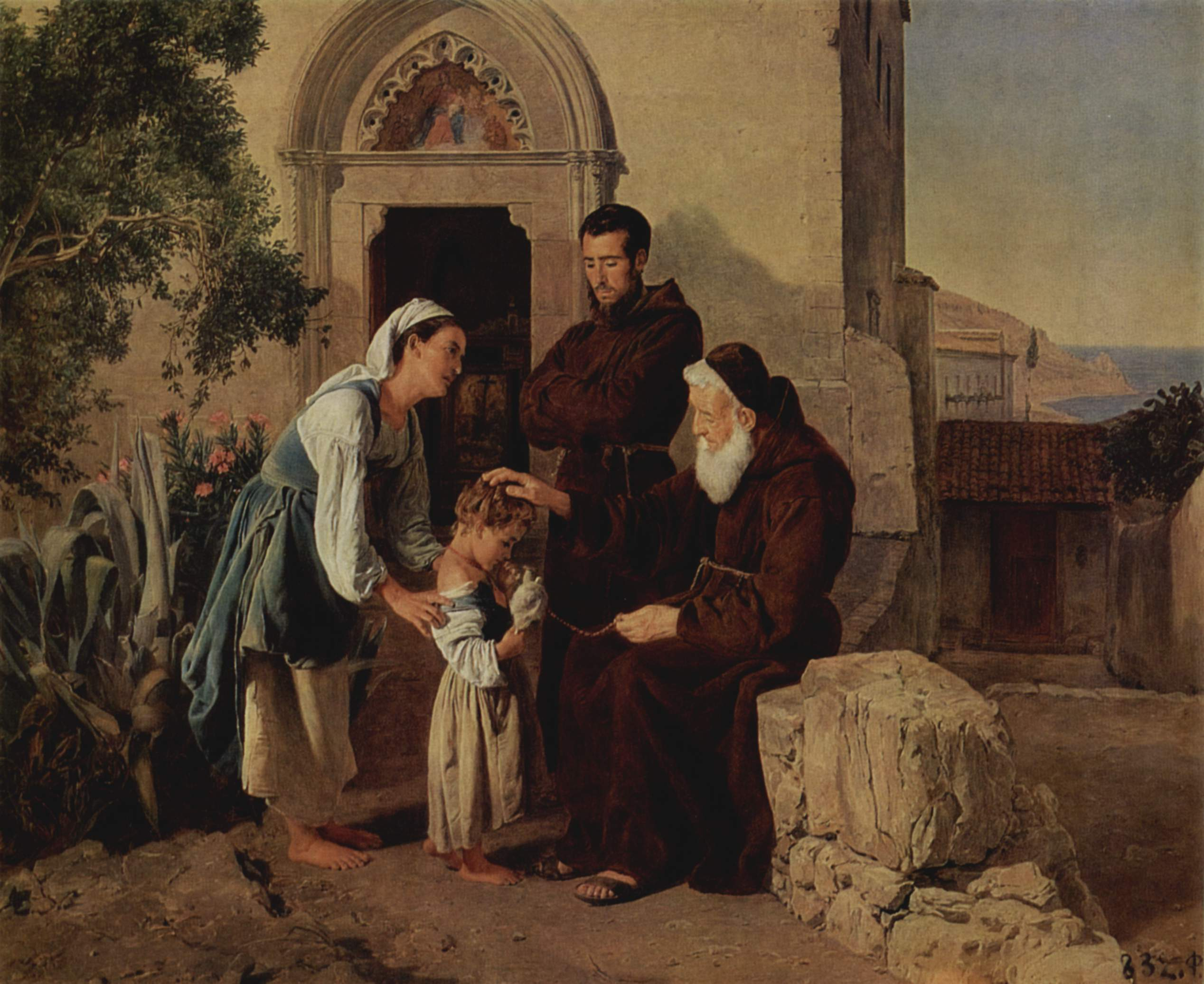
Ferdinand Georg Waldmüller, „U klášterní brány“

Tyto rady byly analyzovány jako způsob, jak zabránit světu, aby rozptyloval duši, a to na základě toho, že hlavní dobra tohoto světa se snadno dělí do tří tříd. Jsou to bohatství, která usnadňují a zpříjemňují život, jsou to tělesná potěšení, která oslovují choutky, a konečně jsou to pocty a postavení autority, které těší sebelásku jednotlivce. Tyto tři záležitosti, samy o sobě často nevinné a zbožnému křesťanovi nezakazované, mohou přesto, i když se nejedná o žádný druh hříchu, zdržovat duši od jejího pravého cíle a povolání a oddalovat ji od toho, aby se zcela přizpůsobila Boží vůli. Cílem tří rad dokonalosti je proto osvobodit duši od těchto překážek. Proti lásce k bohatství se staví rada chudoby, tělesné rozkoše (dokonce i zákonné rozkoše svátostného manželství) vylučuje rada čistoty, zatímco touze po světské moci a cti čelí rada svaté poslušnosti. Zdržení se od nezákonného požitkářství v kterémkoli z těchto směrů se od všech křesťanů očekává jako věc příkazu. Další dobrovolná zdrženlivost od toho, co je samo o sobě zákonné, je předmětem rad, přičemž taková zdrženlivost není sama o sobě záslužná, ale stává se jí pouze tehdy, když je konána kvůli Kristu a proto, abychom mu mohli svobodněji sloužit.
Článek v anglické Katolické encyklopedii končí následujícím shrnutím: 
Shrnuto: je možné být bohatý, ženatý a všemi lidmi ctěný, a přesto dodržovat přikázání a vejít do nebe. Kristova rada zní: chceme-li si zajistit věčný život a toužíme-li se dokonale přizpůsobit Boží vůli, měli bychom prodat svůj majetek a výtěžek rozdat druhým, kteří jsou v nouzi, žít čistým životem kvůli evangeliu a konečně neusilovat o pocty a příkazy, ale podřídit se poslušnosti. To jsou evangelní rady a věci, které se v nich radí, nejsou předkládány ani tak jako dobré samy o sobě, jako spíše ve světle prostředků k dosažení cíle a jako nejjistější a nejrychlejší cesta k získání věčného života.

## Kritika nadpřirozeného výkladu evangelních rad
Martin Luther ve svém spise z roku 1523 kritizoval církev za její učení o nadpřirozenosti evangelních rad a tvrdil, že dvoustupňový systém je sofistickým zkreslením Kristova učení, které má vyhovět neřestem aristokracie: 
Jste rozrušeni Kristovým příkazem v Matoušově evangeliu kap. 5.: „Neodporujte zlému, ale přátelte se se svým žalobcem, a kdyby vám někdo vzal kabát, ať si vezme i váš plášť.“ ... Také sofisté na univerzitách byli těmito texty zmateni. ... Aby z knížat nedělali pohany, učili, že Kristus tyto věci nevyžadoval, ale pouze je nabízel jako radu či doporučení těm, kdo chtějí být dokonalí. Kristus se tedy musel stát lhářem a být v omylu, aby knížata mohla vyjít se ctí, neboť nemohli vyvyšovat knížata, aniž by ponížili Krista – ubozí slepí sofisté, jakými jsou. A jejich jedovatý blud se tak rozšířil do celého světa, až všichni považují toto Kristovo učení nikoli za přikázání závazné pro všechny křesťany stejně, ale za pouhé rady pro dokonalé.
Dietrich Bonhoeffer tvrdí, že výklad evangelních rad jako svrchovaných souhlasí s tím, co nazývá „lacinou milostí“, a snižuje tak úroveň křesťanského učení: 
Rozdíl mezi námi a bohatým mladíkem (v evangeliu) je v tom, že on nesměl svou lítost utěšovat slovy: „Nevadí, co říká Ježíš, mohu si stále držet své bohatství, ale v duchu vnitřního odstupu. Navzdory své nedostatečnosti se mohu utěšovat myšlenkou, že mi Bůh odpustil hříchy, a mohu mít ve víře společenství s Kristem.“ Ale ne, odešel zarmoucený. Protože nechtěl poslechnout, nemohl uvěřit. V tom byl mladý muž zcela upřímný. Odešel od Ježíše a tato upřímnost byla skutečně slibnější než jakékoli zdánlivé společenství s Ježíšem založené na neposlušnosti.